# 알제리 아랍어
알제리 아랍
(아랍어: دزيرية)는 알제리 북부에서 주로 사용되는 마그레브 아랍어 방언의 일종이다. 다른 마그레브 방언들처럼 베르베르어와 라틴어의 영향이 남아있으며 프랑스어 등으로부터 다양한 차용어를 받아들였다.
알제리 아랍어는 알제리 인구의 75~80%의 사람에게 모어이며 인구의 85~100%가 말할 줄 안다. 공용 언어인 표준 아랍어와 대비되게 일상 생활에서 주로 사용된다.
이외에 알제리에서는 소수의 하사니아 아랍어나 알제리 사하라 아랍어 외에 카빌어나 투아레그어 등 베르베르계 언어들도 많이 사용된다.

## 같이 보기
- 마그레브 아랍어